# Gérald Chevrolet
Pour les articles homonymes, voir Chevrolet (homonymie).
Gérald Chevrolet, né le 25 juillet 1955 à Bonfol et mort le 13 mars 2011 à Bure, est un dramaturge, metteur en scène et pédagogue suisse. 

## Biographie
Diplômé de l'école supérieure d'art dramatique de Genève en 1982, il a fondé et présidé le bureau arts de la scène des indépendants suisses, association de compagnies indépendantes romandes. Il a également fondé et dirigé jusqu’en 2004 les Maisons Mainou, résidence d'écriture et de composition musicale des Arts sises à Vandœuvres. 
Durant 15 ans, il a en outre été le directeur artistique de deux compagnies professionnelles, « Le Strapontin » et « Le Millénaire », ainsi que d'une compagnie amateur, « Le Chapeau profond ». De retour dans le canton du Jura après 25 ans à Genève, il a été Secrétaire général des EAT-CH (écrivains associés du théâtre de Suisse) et consacre son temps à l'écriture.

## Publications
Théâtre
- Hôtel blanc, écriture et mise en scène, Théâtre de la Cour des Miracles, Chêne-Bougeries, 1984, éditions Challandes 1984
- Le Voyage, adaptation théâtrale du roman de Yasushi Inoue Histoire de ma mère, Salle Saint-Georges, Genève, 1986, mise en scène de l’auteur
- Vieille immobile, écriture et mise en scène, Théâtre du Grütli, Genève, 1989
- Mode d’emploi, écriture et mise en scène, Théâtre du Grütli, Genève, 1990
- Hommage à Serge S., création au Théâtre du Crève-Cœur, Cologny, en 1992, mise en scène de Danièle Chevrolet, Eliane Vernay 1992
- L’Oiseau bleu, Montagne de riz, Juan Darien l’enfant-tigre, Kidi : 4 scénarios écrits pour le Théâtre de Marionnettes de Genève et mis en scène par Irina Niculescu de 1992 à 1996
- Miche et Drate, paroles blanches, écriture et mise en scène, Théâtre de l’Usine à Gaz Nyon, 1996, éditions revue VWA 1997, Prix Festival International Jeune public 1997, éditions Théâtrales Paris 2006
- Le Calame, conte musical, écriture et mise en scène, partition musicale de Michel Wintsch, Théâtre du Loup, Genève, 1997
- Ma Barker, opéra, écriture et mise en scène, partition musicale de Michel Wintsch, Théâtre du Grütli, Genève, 1998-99, éditions Espace 2 et Xylème music 1999 (CD & livret)
- Les Petits Purgatoires, écriture pour la danse, mise en scène et chorégraphie Tane Souter, Théâtre du Grütli, Genève, 2003, inédit
- La Substitution et Une frontière à passer, mise en scène de Nicolas Brugger, Théâtre du Crève-Cœur et Théâtre de la Parfumerie, Genève, Chantier permanent, 2005
- La Danse atomique, mise en scène Serge Martin, Théâtre de la Traverse, 2008

Radio et télévision
- Nombreux scénarios pour la Radio suisse romande Espace 2 diffusés entre 1985 et 1993[réf. nécessaire].
- Collaboration scénaristique pour la télévision et le cinéaste Michel Rodde[réf. nécessaire].